# Hadik család
A futaki gróf Hadik család egy 16. századi eredetű magyar főnemesi család.

## Története
A Turóc vármegyéből eredő család első ismert őse Boldizsár tótprónai evangélikus lelkész, akit 1585-ben említenek. Az 1720. november 6-án kelt nemesi címerlevél, melyben Hadik Mihály és Hardy Franciska, valamint gyermekük, András szerepel, a régi nemesség megerősítése, de a hivatkozott okirat nem fellelhető. Az említett András a család egyik legnevezetesebb tagja, tábornagy volt, ő szerezte a futaki és a csernovici uradalmakat, melyek közül az előbbiről vette a család az előnevét az 1771-ben kelt királyi adománylevél után. 1763. május 20-án grófi rangra emelkedett, és ezt a grófi címet 1777-ben Ausztriára is kiterjesztették. Az 1754-55-ös nemesi összeírás idején a Hadikok közül Szatmár vármegyében Gergely, míg Zala vármegyében Pál igazolták nemességüket. A családnak két ágazata különíthető el, mindkettő grófi ranggal bír, de az ifjabbik ág Ágostonnal 1873-ban kihalt. Endre 1887-ben nevét királyi engedéllyel Hadik-Barkóczyra változtatta. A család tagjai közül a lentebb olvashatóakon kívül megemlítendő még Béla (1870–1912), aki a Magyar Földhitelintézet igazgatója volt.

## Címere
Kempelen Bélát idézve:
Az ősi címer: fekete mezőben lebegő arany koronán álló kétfarku arany oroszlán jobbjában kardot, baljában üstökénél fogva emberfejet tart; sisakdísz: növekvőleg az oroszlán; takarók: fekete-arany, vörös-ezüst.
Czímer: négyelt paizs szivpaizszsal, ebben az ősi czímer: fekete mezőben arany koronán ágaskodó oroszlán szájában levágott törökfejet hajánál fogva tart; az 1. vörös mezőben alulról kinőtt s egymással összefonódott s két oldalra hajlott két zöldellő szőlőtő, amelyekröl egy-egy arany gerezd csüng alá; a 2. kék mezőben faragott kövekből rakott torony, nyitott kapuval, tetején ormózattal; a 3. kék mezőben könyöklő pánczélos kar zöld babérkoszorut tart; a 4. arany mezőben vörössel koronázott és fegyverzett fekete kétfejű sas; 4 sisak; sisakdiszek: 1. a kar, takaró: kék-ezüst: 2. a sas, takaró: fekete-arany; 3. a szőlőtő, takaró: vörös-arany; 4. a torony, takaró: kék-ezüst; paizstartók: két oroszlán.

## Jelentősebb családtagok
- Hadik Ágoston (1801–1873) honvéd alezredes
- Hadik András (1710–1790) tábornagy, Bács vármegye főispánja, a család grófi címének megszerzője
- Hadik András (1764–1840) kamarás, titkos tanácsos, lovassági tábornok
- Hadik Béla (1822–1880) nagybirtokos, ellentengernagy
- Hadik János (1863–1933) politikus, belügyi államtitkár, titkos tanácsos, kijelölt miniszterelnök
- Hadik Károly (1756–1800) osztrák tábornagy, az Udvari Haditanács elnöke
- Hadik Miksa (1868–1921) diplomata, mexikói magyar nagykövet
- Hadik-Barkóczy Endre (1862–1931) politikus, az Országos Magyar Iparművészeti Társaság elnöke